# Orange Walk East
Orange Walk East – jednomandatowy okręg wyborczy w wyborach do Izby Reprezentantów, niższej izby parlamentu Belize. Obecnym reprezentantem tego okręgu jest polityk Zjednoczonej Partii Ludowej Marco Tulio Mendez.
Okręg Orange Walk East znajduje się dystrykcie Orange Walk w północnej części kraju. 
Utworzony został w roku: 1984.

## Posłowie
| Rok   | Poseł                   |  | Partia |
| ----- | ----------------------- |  | ------ |
| 1984  | Elodio Aragon           |  | UDP    |
| 1989  | Elodio Aragon           |  | UDP    |
| 1993  | Elodio Aragon           |  | UDP    |
| 1998  | Dave Burgos             |  | PUP    |
| 2003  | Dave Burgos             |  | PUP    |
| 2008. | Marcel Porfirio Cardona |  | UDP    |
| 2012  | Marco Tulio Mendez      |  | PUP    |